# The Frames
The Frames is een Ierse rockformatie met als voorman de zanger-gitarist Glen Hansard. De band bestaat tegenwoordig verder uit Joe Doyle (basgitaar, zang), Colm Mac Con Iomaire (violist, keyboard en zang), Rob Bochnik (gitaar) en Johnny Boyle (drums).

## Geschiedenis
De groep komt uit Dublin en is populair in Ierland sinds de jaren negentig. Na de verschijning van hun album For the birds kreeg de band internationaal vaak goede kritieken. De band was volgens sommige media het hoogtepunt van Pinkpop 2005. De klassieker "Revelate" wordt in Ierland gerekend tot een van de beste Ierse nummers van de afgelopen twintig jaar. Glen Hansard begon zijn carrière als acteur in de bekende Ierse film The Commitments. In 2007 speelde Glen Hansard een hoofdrol in de lowbudgetfilm Once. De film won verschillende internationale filmprijzen. De soundtrack van de film werd uitgebracht in 2007. De twee hoofdrolspelers uit deze lowbudgetfilm, Glen Hansard en Marketa Irglova, kregen in 2007 een Oscar voor een van de nummers uit de film. In 2007/2008 toerden Glen en Marketa intensief samen onder de noemer "The swell season". De activiteiten voor The Frames verdwenen hierdoor enigszins naar de achtergrond. Eind 2008 produceerden Glen Hansard en Marketa Irglova het soloalbum To be touched van Liam O'Maonlai. Tevens leverden Glen en Marketa gastbijdragen aan dit door de Ierse recensenten bejubelde album.

## Discografie

### Albums
| Album met eventuele hitnotering(en) in de Nederlandse Album Top 100 | Datum van verschijnen | Datum van binnenkomst | Hoogste positie | Aantal weken | Opmerkingen |
| ------------------------------------------------------------------- | --------------------- | --------------------- | --------------- | ------------ | ----------- |
| Another Love Song                                                   | 1991                  | -                     | -               | -            |             |
| Fitzcarraido                                                        | 1995                  | -                     | -               | -            |             |
| Dance the Devil                                                     | 1999                  | -                     | -               | -            |             |
| For the Birds                                                       | 2001                  | -                     | -               | -            |             |
| Burn the Maps                                                       | 2004                  | -                     | -               | -            |             |
| The Cost                                                            | 2006                  | -                     | -               | -            |             |
| Longitude                                                           | 2015                  | -                     | -               | -            |             |